# Distribuição de renda
Distribuição de renda, ou na acepção do senso comum desigualdade de renda, refere-se à maneira como a totalidade dos rendimentos (ou da riqueza) gerados em uma economia é repartida entre seus indivíduos, famílias ou grupos sociais. Constitui, fundamentalmente, uma descrição estatística que detalha qual a frequência de ocorrência e o montante desses rendimentos, compreendidos como fluxos de valor monetário (dinheiro) provenientes da remuneração dos fatores de produção e outras fontes, e como é apropriado por cada estrato da população de um país ou região.
Frequentemente, a expressão "distribuição de renda" pode se referir a dois sentidos principais, que, embora interligados, não são idênticos:
- Ato de distribuir (ação): Neste sentido, "distribuição de renda" descreve o processo de repartição da riqueza e dos bens socialmente produzidos entre os habitantes ou diferentes estratos de uma população. Quando se fala em "promover a distribuição da renda" ou em "políticas distributivas", o foco está na ação de modificar uma situação existente, geralmente com o objetivo de reduzir os níveis de desigualdade. Nesse contexto, o termo "redistribuição" é frequentemente empregado para enfatizar a alteração do perfil de distribuição existente, transferindo renda de um grupo para outro.
- Como a renda está distribuída (situação/estatística): Este sentido descreve o resultado dessa repartição, ou seja, o modo como os rendimentos (ou riqueza) estão apropriados por diferentes grupos, indivíduos ou categorias funcionais em um determinado momento. Esse sentido está "vinculado à noção de distribuição estatística" (p. 19).[3] Uma distribuição, nesse contexto, é uma construção que se faz a partir da observação de um fenômeno, mostrando a frequência de ocorrência de cada valor de uma variável (neste caso, a renda) na população.

## Tipos de Distribuição de Renda
A forma como os rendimentos são distribuídos pode ser analisada sob diversas perspectivas:
- Distribuição funcional da renda: Refere-se à divisão da renda entre os fatores de produção, como capital (lucros, juros, aluguéis) e trabalho (salários).
- Distribuição espacial dos rendimentos: Analisa a repartição da renda considerando divisões geográficas (regiões, estados, municípios).
- Distribuição pessoal dos rendimentos: Estuda como a renda é distribuída entre as pessoas (indivíduos ou famílias) de uma população. Este é o foco mais comum nas discussões sobre desigualdade.

## Distribuiçãoversusdesigualdade de renda
Embora "distribuição de renda" e "desigualdade de renda" sejam expressões que frequentemente coexistem ou são usadas como sinônimos no senso comum, elas não representam a mesma coisa em um sentido técnico e rigoroso.
- A distribuição de renda é o objeto de estudo – a forma como os rendimentos se apresentam em uma população.
- A desigualdade de renda é uma característica desse objeto – especificamente, a dispersão dos rendimentos dentro dessa distribuição.

Em termos estatísticos, uma distribuição pode ser descrita por medidas de localização (como a média e a mediana) e medidas de dispersão (como a variância). A desigualdade de rendimentos está diretamente relacionada à dispersão da distribuição. Portanto, quando se afirma que "é preciso melhorar a distribuição da renda", o que se está realmente propondo é uma redução da desigualdade na distribuição dos rendimentos. Reconhecer essa distinção é crucial para a formulação de políticas públicas eficazes e para a avaliação de seu impacto. Uma sociedade pode ser rica em termos de Produto Interno Bruto (PIB) total ou per capita, mas ainda assim apresentar uma elevada desigualdade, onde uma vasta parcela da população tem rendimentos insuficientes, evidenciando a importância do perfil da distribuição de renda.

## Medidas de distribuição de renda
Ver também: Medidas de desigualdade
Para analisar e quantificar o grau de desigualdade presente em uma distribuição de renda – o modo como os rendimentos se dispersam entre os membros de uma sociedade – foram desenvolvidas diversas ferramentas de análise. Estas permitem comparar a concentração de rendimentos ao longo do tempo ou entre diferentes populações.
Tais medidas podem ser divididas em duas categorias principais:
1. Representações Gráficas: Oferecem uma visualização intuitiva da desigualdade.
  - A Curva de Lorenz é a mais conhecida, ilustrando a proporção acumulada da renda em relação à proporção acumulada da população. Sua curvatura em relação à linha de perfeita igualdade indica o nível de desigualdade relativa.
  - A Parada de Pen (ou Curva de Quantis), por sua vez, permite visualizar a disparidade absoluta dos rendimentos, mostrando as diferenças de valores entre os indivíduos.
  - Outras variações incluem a Curva de Lorenz Generalizada (sensível ao nível de bem-estar) e as Curvas de Concentração (para analisar a distribuição de variáveis específicas, como gastos públicos ou componentes da renda).
2. Medidas Numéricas (Índices Sintéticos): sintetizam o nível de desigualdade em um único valor.
  - Participação na renda: se concentram na proporção do rendimento total de uma população que é detida por segmentos específicos dessa população, geralmente ordenados por nível de rendimento ou riqueza (ex. o top 1% concentra 25% de toda a renda nacional).[7][8][9]
  - Relações de Decis/Quantis (ex: P90/P10): expressam a razão entre a renda dos estratos mais ricos e a dos mais pobres (ex. os 10% com maiores rendimentos em comparação com os 10% com menores rendimentos).
  - Coeficiente de Gini: é o indicador mais amplamente utilizado, proposto por Corrado Gini em 1912. Ele varia de 0 (perfeita igualdade) a 1 (perfeita desigualdade), sendo derivado da área sob a Curva de Lorenz. O Gini mede a desigualdade relativa, não sendo afetado por mudanças proporcionais em todos os rendimentos.
  - Índice de Theil (T e L): Baseados na teoria da entropia, oferecem a vantagem de serem decomponíveis em parcelas "dentro dos grupos" e "entre os grupos", permitindo uma análise detalhada das fontes de desigualdade.
  - Medidas de Atkinson: Esta família de medidas permite incorporar explicitamente um parâmetro de "aversão à desigualdade", refletindo julgamentos de valor sobre o quanto a desigualdade é socialmente indesejável.
  - Índice de Desenvolvimento Humano (IDH): Embora mais abrangente e não exclusivo da renda, o IDH (que considera saúde, educação e renda) é um importante indicador social que reflete como a distribuição de riqueza impacta o bem-estar e o desenvolvimento humano.

A escolha da medida adequada depende do objetivo da análise e do aspecto da desigualdade (seja ela absoluta ou relativa) que se deseja investigar.
O problema da concentração da renda está intimamente associado às questões relacionadas com a pobreza e o desenvolvimento econômico e dele têm se ocupado as organizações multilaterais, independentemente do seu viés ideológico. Estudo publicado pelo FMI em 2015, desmistifica o chamado efeito ou teoria do gotejamento (trickle-down), muito popular nos Estados Unidos e no Reino Unido, durante os governos de Ronald Reagan e Margaret Thatcher. Segundo essa ideia, quando a camada mais rica da sociedade enriquece, esse enriquecimento acaba por "respingar"  nas classes de renda mais baixa, beneficiando toda a sociedade.

## Desigualdade de renda no Brasil neste século
A história da distribuição de renda no Brasil é frequentemente caracterizada pela persistência de altos níveis de desigualdade. Por décadas, o país tem estado entre os 10 mais desiguais do mundo, com grande parte da população enfrentando rendimentos insuficientes para suas necessidades básicas. O Brasil saiu do Mapa da Fome da ONU duas vezes: a primeira vez em 2014 e a segunda em 2025. Em ambos os casos, a saída ocorreu após anos de políticas públicas e programas sociais que visavam a segurança alimentar da população. No entanto, o país retornou ao mapa em 2019, permanecendo até 2022, devido a um aumento da insegurança alimentar.
Em 2001, o coeficiente de Gini do Brasil era de 0,594, melhor apenas que o da Guatemala, Essuatíni, República Centro-Africana, Serra Leoa, Botsuana, Lesoto e Namíbia. Apesar de leve melhora em período recente, o país segue entre os 10 mais desiguais do mundo em 2025, com Gini de 0,518, segundo diferentes pesquisas.

### Primeiros anos
O período que se estende do início dos anos 2000 até meados dos anos 2010 é reconhecido como uma "década de ouro" em termos distributivos no Brasil  Entre 2001 e 2011, observou-se uma trajetória contínua e acentuada de redução da desigualdade e da pobreza. Nesse intervalo, a renda média das famílias cresceu significativamente, o Coeficiente de Gini apresentou uma queda de mais de 10%, e as taxas de pobreza extrema e pobreza foram substancialmente reduzidas.
Essa melhoria nos indicadores distributivos foi impulsionada por uma confluência de fatores:
- Dinâmicas Favoráveis no Mercado de Trabalho: Houve uma expansão do emprego formal e uma queda no "prêmio" da educação, ou seja, a diferença salarial entre trabalhadores com diferentes níveis de escolaridade diminuiu. Pesquisas apontam que grande parte da redução da desigualdade de renda ocorreu no mercado de trabalho" (p. 9).[26][27][28]
- Política de Valorização do Salário Mínimo: Uma política de valorização real do salário mínimo, iniciada no segundo mandato do governo Fernando Henrique Cardoso e intensificada nos governos seguintes de Luís Inácio Lula da Silva e Dilma Rouseff, teve um impacto significativo. Ao vincular benefícios previdenciários e assistenciais a esse valor, a valorização do salário mínimo contribuiu para elevar a renda dos estratos mais baixos da distribuição (p. 9, Gráfico 3).[26][29][30][31][32][33]
- Expansão das Transferências Sociais: Programas de transferência de renda, como o Bolsa Família, que consolidou e ampliou iniciativas preexistentes (Bolsa-Escola, Bolsa-Alimentação, o Auxílio Gás, Cartão Alimentação e o Auxílio aos Idosos)[34] , desempenharam um papel crucial. Ao prover um complemento de renda para milhões de famílias de baixa renda, esses programas contribuíram para a redução da pobreza extrema e tiveram um impacto sobre a desigualdade, especialmente na base da pirâmide social (p. 9).[26][35][36]

Um estudo do Instituto de Pesquisa Econômica Aplicada (Ipea) demonstrou que a desigualdade entre os rendimentos dos trabalhadores brasileiros (população economicamente ativa) caiu quase 7% entre o quarto trimestre de 2002 e o primeiro de 2008. Nesse período, o Coeficiente de Gini na renda do trabalho, ou o intervalo entre a média dos 10% mais pobres da população e a média dos 10% mais ricos, caiu de 0,543 para 0,505. "Para um país não ser primitivo, esse índice precisa estar abaixo de 0,45", afirmou o então presidente do Ipea, Márcio Pochmann, em entrevista à BBC Brasil.

### Crises e aumento da desigualdade
A partir do final de 2014, o Brasil vivenciou uma interrupção e, posteriormente, uma reversão na tendência de redução da desigualdade, levando alguns analistas a classificarem os anos 2010 como uma "década perdida" para a igualdade e o combate à pobreza. A crise econômica que se seguiu, marcada por uma retração do Produto Interno Bruto (PIB) entre 2014 e 2016 e instabilidade política, impactou diretamente a distribuição de renda.
Os indicadores de desigualdade reagiram rapidamente. O Coeficiente de Gini da renda do trabalho, por exemplo, que mostrava uma trajetória de convergência, voltou a crescer, atingindo em 2019 patamares similares aos de onze ou doze anos antes. A recessão e a subsequente recuperação econômica manifestaram um impacto acentuadamente desigual entre os estratos de renda:
- Os 50% mais pobres da população, que em meados de 2014 detinham cerca de 5,7% da renda do trabalho, viram essa fração diminuir para 3,5% no primeiro trimestre de 2019, o que representa uma queda relativa de quase 40% para esse grupo (p. 4);[24]
- Em contrapartida, o grupo dos 10% mais ricos, que em 2014 apropriava-se de aproximadamente 49% da renda total do trabalho, viu sua fração aumentar para 52% no início de 2019. Isso sugere que o topo da distribuição não apenas recuperou suas perdas, mas obteve ganhos significativos após a crise (p. 5);[24]
- Entre 2015 e 2018, mais de 80% de todo o crescimento da renda acumulado beneficiou os 5% mais ricos da população, enquanto a metade inferior da distribuição de renda empobreceu. Essa polarização da recuperação salienta que a dinâmica econômica recente favoreceu desproporcionalmente o topo da pirâmide de renda (p. 6, 26);[23]
- A renda média brasileira cresceu quase 7% entre 2012 e 2014, caiu mais de 3% em 2015, diminuiu 1% em 2017 e aumentou 4% em 2018. Enquanto a renda per capita dos 5% mais ricos subiu quase 9% no período 2015-2018, os 50% mais pobres da população viram sua renda média encolher 4%.[39]

A análise dos fatores que contribuíram para esse quadro é complexa, sendo dependente dos fatores abaixo:
- Mercado de trabalho: O aprofundamento da crise no mercado de trabalho, com a paralisação da geração de empregos formais e o aumento do desemprego e do desalento (pessoas que desistem de procurar trabalho), foi um vetor central do crescimento da desigualdade. A expansão do setor informal, embora tenha oferecido uma alternativa de renda e "amortecido em parte os efeitos mais perversos da crise", também contribuiu para a instabilidade e maior desigualdade dos rendimentos do trabalho;[24]
- Eficácia das políticas sociais: Diferentemente do período anterior, os programas de proteção social, como o Bolsa Família, o Benefício de Prestação Continuada (BPC-LOAS) e o seguro-desemprego, não funcionaram como estabilizadores automáticos ou não tiveram capacidade suficiente para mitigar o choque econômico e o aumento da desigualdade. Essa limitação é atribuída a restrições fiscais (que resultaram em cortes e congelamentos do valor real dos benefícios com o Teto de Gastos), escolhas políticas e a falhas de desenho que restringem sua cobertura ou sua capacidade de resposta a crises amplas, especialmente em um mercado de trabalho com alta informalidade;[23][32][40]
- Impacto das pensões: As pensões da Previdência Social contribuíram de forma notável para o aumento da desigualdade entre 2012 e 2018. Enquanto as pensões atreladas ao salário mínimo possuem um efeito mais equitativo, aquelas de valores mais elevados, que tendem a ser mais regressivas, viram sua participação na renda total aumentar. Fatores como a Lei 13.183/2015 (que alterou regras de aposentadoria) e mudanças demográficas entre servidores públicos contribuíram para essa dinâmica (p. 21);[23][32][33][41][42]
- Concentração de rendimentos flutuantes: No segmento formal do mercado de trabalho, a concentração de "rendimentos flutuantes" (como 13º salário e adicionais de férias) se tornou um fator importante. Com a redução de postos de trabalho protegidos pela Consolidação das Leis do Trabalho (CLT), esses benefícios se tornaram mais escassos e desigualmente distribuídos, impactando negativamente a desigualdade entre os trabalhadores ocupados no período recente (p. 10);[24]
- Sistema tributário regressivo: Uma característica peculiar do Brasil é a alta carga tributária não estar associada a uma baixa desigualdade de renda. Países como Reino Unido e Espanha, com cargas tributárias semelhantes à brasileira, têm desigualdade de renda consideravelmente menor. Observa-se também que o Brasil não tem sido eficaz em utilizar a tributação para reduzir substancialmente a desigualdade de renda, ou seja, para promover uma efetiva transferência de renda das camadas mais ricas para as mais pobres.[43] na realidade ocorre exatamente o oposto;[44][45][46][47][48][49]

### Covid-19 e volatilidade
A crise sanitária e econômica desencadeada pela pandemia de COVID-19 em março de 2020 impactou profundamente a distribuição de renda no Brasil, gerando um cenário de grande volatilidade e expondo a vulnerabilidade de diversos estratos sociais.
Com o início da pandemia, o mercado de trabalho brasileiro sofreu um choque significativo, com aumento do desemprego e paralisação de atividades, especialmente para trabalhadores informais e do setor de serviços, que viram suas rendas drasticamente reduzidas (p. 2, 18). A renda do trabalho, em particular, tornou-se ainda mais concentrada nesse período (p. 9).
Diante desse cenário, o governo federal implementou o Auxílio Emergencial (AE), que se tornou a principal medida de proteção social. Com pagamentos de R$ 600 (e R$ 1.200 para mães solos) em 2020, o programa alcançou mais de 68 milhões de beneficiários, superando em abrangência o Bolsa Família.
O AE demonstrou ser notavelmente eficaz em mitigar o impacto da crise sobre a pobreza e a desigualdade. Pesquisas baseadas na PNAD Contínua (PNADc) apontaram que o auxílio foi capaz de manter a renda dos 2% a 35% mais pobres em níveis similares ou até ligeiramente superiores aos de 2019 (Gráfico 1). Como resultado, as taxas de pobreza e extrema pobreza no Brasil atingiram os menores patamares desde a década de 1970, com a taxa de pobreza geral caindo de 18,7% em 2019 para 14,9% em maio de 2020, e o Coeficiente de Gini da renda domiciliar per capita diminuindo de 0,543 para 0,487 (p. 72). Em regiões metropolitanas, o Gini registrou uma redução de 0,563 para 0,555 entre 2019 e 2020 (Tabela 1). Essa redução da desigualdade foi impulsionada principalmente pelo "efeito composição" do auxílio: o expressivo volume de recursos transferidos (que passou de 0,4% para 3,5% da renda total nas metrópoles) compensou a maior concentração da renda do trabalho, apesar de sua focalização ter sido menos precisa que a do Bolsa Família (p. 11).
As tendências positivas observadas em 2020 foram abruptamente revertidas em 2021 com a interrupção e subsequente redução do Auxílio Emergencial. Após ser descontinuado de janeiro a março de 2021, o programa foi retomado em abril com valores significativamente menores (entre R$ 150 e R$ 375) e cobertura reduzida, o que, na prática, completamente anulou seus efeitos redistributivos mais amplos.
Essa mudança política resultou em um rápido e expressivo aumento da pobreza e da desigualdade. Entre agosto de 2020 e fevereiro de 2021, aproximadamente 17,7 milhões de pessoas retornaram à situação de pobreza. Em regiões metropolitanas, o Coeficiente de Gini aumentou de 0,555 em 2020 para 0,565 em 2021, e as taxas de pobreza dispararam, com a população abaixo da linha de pobreza do Banco Mundial (BM2) crescendo de 26,78% para 31,42%. A principal explicação para esse retrocesso em 2021 foi a drástica redução da participação dos programas de transferência de renda nos orçamentos familiares, o que, somado à ainda concentrada renda do trabalho, impulsionou a desigualdade. O impacto das políticas sociais no combate à pobreza diminuiu drasticamente, resultando em um aumento notável tanto da incidência quanto da intensidade da pobreza.
A redução do auxílio emergencial resultou no aprofundamento do empobrecimento e na ampliação das disparidades de gênero e raça, impactando desproporcionalmente as mulheres negras, que já apresentavam maior vulnerabilidade econômica. Antes da pandemia, a pobreza afetava 33% das mulheres negras, 32% dos homens negros, e 15% tanto de mulheres quanto de homens brancos. Contudo, mesmo com o auxílio emergencial concedido com os valores de 2021, os índices de pobreza subiram para 38% entre mulheres negras, 36% entre homens negros, e 19% para mulheres e homens brancos.
Similarmente, a extrema pobreza também apresentou um crescimento significativo. Antes da crise, atingia 9,2% das mulheres negras, 8,9% dos homens negros, 3,5% das mulheres brancas e 3,4% dos homens brancos. Mesmo com o auxílio emergencial de 2021, as taxas de extrema pobreza se mantiveram elevadas: 12,3% para mulheres negras, 11,6% para homens negros, 5,6% para mulheres brancas e 5,5% para homens brancos. Esses dados evidenciam que a diminuição do suporte financeiro não foi suficiente para reverter o cenário de vulnerabilidade, resultando em um aumento da pobreza em comparação aos níveis pré-pandemia e na ampliação das disparidades socioeconômicas.
Análises que combinam dados de pesquisas domiciliares (PNADc) com declarações de Imposto de Renda Pessoa Física (IRPF), que capturam melhor o topo da distribuição de renda, sugerem que a desigualdade geral permaneceu em níveis altíssimos ou até cresceu ligeiramente durante a pandemia. Estudos da FGV Social indicaram que o Gini, considerando dados do IRPF, atingiu 0,7068 em 2020, sem mostrar redução. Essa perspectiva revela que as perdas de renda dos 1% mais ricos (1,5%) foram menos da metade das sofridas pela classe média (4,2%), posicionando este último grupo como o "grande perdedor" da pandemia, visto que seus ganhos não se recuperaram na mesma proporção dos mais abastados.
A pandemia também evidenciou e amplificou o problema da volatilidade de renda e o surgimento de uma "nova vulnerabilidade" em parcelas da classe média. Esses grupos, embora não sejam os mais pobres, enfrentam flutuações significativas em seus rendimentos e carecem de proteção social adequada para lidar com choques econômicos. Mulheres, especialmente mães solos e trabalhadoras informais, foram desproporcionalmente afetadas pela perda de empregos e pelo aumento das responsabilidades domésticas e de cuidado (p. 18).
Pesquisa da FGV com os dados do imposto de renda de 2022 mostrou que a desigualdade aumentou, com a concentração de recursos aumentando no topo da sociedade brasileira. Os 5% mais ricos detinham 39,9% da renda nacional em 2022, acima dos 36,5% de 2017.
Após o fim do Auxílio Emergencial, o programa Bolsa Família foi reformulado e relançado como Auxílio Brasil (AB) em novembro de 2021, com um aumento inicial do benefício médio para R$ 400 em dezembro de 2021. Posteriormente, sob uma nova gestão governamental, o programa retornou ao nome Bolsa Família e teve seus valores ainda mais elevados em 2023 (p. 3, 18). A experiência da pandemia demonstrou claramente a capacidade que políticas de transferência de renda, com desenho, valor e estabilidade adequados, possuem para moldar os resultados distributivos no país, sendo cruciais para o enfrentamento da pobreza e da desigualdade.
Em 2002, os gastos com aposentadorias e pensões representaram 73% das despesas com transferências monetárias realizadas pelo governo, havendo um perfil regressivo na distribuição, pois a maior parte é apropriada pelas camadas mais favorecidas. Já os programas sociais de transferência simples de renda, com o objetivo de garantir uma renda mínima às famílias mais pobres, representaram apenas 1,5% do total das transferências governamentais.
Quanto aos gastos com educação, grande parte do orçamento se direciona ao ensino superior, havendo poucos recursos para os demais níveis da educação, o que leva a distorções sociais relevantes. Calcula-se que cerca de 46% dos recursos do Governo Central para o ensino superior beneficiam apenas indivíduos que se encontram entre os 10% mais ricos da população. De todo modo, na última década, o acesso ao ensino fundamental no Brasil melhorou e ajudou a reduzir a desigualdade educacional.

## Desigualdade em São Paulo
A cidade de São Paulo, a maior metrópole brasileira e um dos principais centros financeiros e econômicos da América Latina, apresenta uma complexa e persistente dinâmica de desigualdade na distribuição de renda, intrinsecamente ligada a padrões de segregação socioespacial.
Segundo a Fundação SEADE, em 2023, os mais ricos ganham 29 vezes mais do que os mais pobres. Em média, cada pessoa nos domicílios recebia mensalmente R$ 2.502, em 2023, renda 10,1% superior à de 2022 (R$ 2.273). Entre os 10% mais pobres, a renda média per capita aumentou 12,2%, passando de R$ 270, em 2022, para R$ 303, em 2023, enquanto para os 10% mais ricos o valor cresceu 12,8% (de R$ 8.961 para R$ 10.111).
O período entre os Censos de 2000 e 2010 revelou um aumento notável na concentração de renda no topo da pirâmide social paulistana. Segundo dados de um levantamento da Prefeitura com base nos Censos do IBGE, a fatia da renda da cidade apropriada pelo 1% mais rico da população saltou de 13% em 2000 para 20% em 2010. Esse grupo seleto, que em 2014 incluía indivíduos com renda individual de ao menos R$ 15 mil, representava cerca de 100 mil pessoas.
Em contraste, os 50% de menor renda viram sua participação nos rendimentos totais estagnar ou até diminuir ligeiramente, passando de R$ 11,65 para R$ 10,57 em cada R$ 100 produzidos no mesmo período. Essa dinâmica sugere um processo de polarização social, onde os extremos da distribuição se distanciam. Essa transformação é atribuída, em parte, à transição de São Paulo de uma cidade industrial para uma metrópole de serviços, com a perda de empregos industriais de boa remuneração e o surgimento de "superexecutivos" e novos empreendedores de alta qualificação, ao lado de um aumento de ocupações de baixa remuneração em serviços terceirizados. A migração seletiva, com profissionais ultraqualificados atraídos pela cidade e pessoas de baixa renda deslocadas pelo custo de vida, também contribui para esse cenário.
A desigualdade de renda, quando olhada do ponto de vista de sua distribuição espacial, apresenta níveis elevados de segregação na metrópole paulistana. Os dados dos Censos de 2000 e 2010 mostram que a cidade continua "intensamente segregada" com um "claro padrão de evitação" entre grupos sociais nas extremidades da estrutura social.
A segregação é mais acentuada para as classes superiores (proprietários e profissionais de alto nível), que são as mais segregadas, enquanto as classes médias e inferiores tendem a se misturar mais, mas predominantemente em espaços não habitados pelas elites. Essa hierarquia na segregação significa que, quanto maior a distância social entre classes, maior a segregação espacial.
Embora a estrutura geral da segregação tenha se mantido estável na década de 2000, houve nuances:
- Os espaços de elite tornaram-se ainda mais homogêneos e exclusivos, com um aumento da presença de profissionais de alto e baixo nível e uma redução mais intensa de trabalhadores manuais não qualificados.
- Os espaços de trabalhadores manuais e populares tornaram-se menos operários e mais heterogêneos, incorporando uma maior proporção de trabalhadores não manuais de rotina e até mesmo de classes superiores, desafiando a hipótese de polarização espacial pura.

Geograficamente, essa dinâmica se manifesta na:
- Expansão da mancha de elite do Centro Expandido em direção ao sudoeste (Morumbi, Vila Leopoldina) e ao ABC paulista.
- Popularização do Centro Histórico, com algumas áreas antes de classes médias passando a ter características de classes médias-baixas misturadas.
- Coexistência de elitização (ligada a condomínios) e continuidade da periferização em áreas mais distantes.

As grandes diferenças de renda entre as regiões da cidade persistem. Um estudo da Fundação Seade (2019) para o segundo semestre de 2019 ilustra essa disparidade no rendimento médio per capita mensal:
- O Centro Expandido apresentava uma renda média per capita mensal de R$ 4.051, 63% maior do que a média da cidade (p. 11);[73]
- Em contraste, regiões como Leste 2 (R$ 1.344) e Sul (R$ 1.311), historicamente mais periféricas, registravam rendas 31% e 25% menores que a média municipal, respectivamente (p. 11);[73]
- Em áreas de alta vulnerabilidade, como favelas, a renda per capita era ainda mais crítica, de apenas R$ 13,47 por dia (aproximadamente R$ 404 por mês, em valores de nov/2019) (p. 11).[73]

Essa disparidade se reflete também na composição das fontes de rendimento: enquanto as áreas centrais concentram maior formalização do trabalho, as regiões Sul e Leste 2 apresentam mais informalidade (p. 9).
A pandemia de COVID-19 e o cenário econômico subsequente trouxeram um aumento da vulnerabilidade. Dados da Prefeitura de São Paulo, baseados no Cadastro Único (CadÚnico), indicam que o número de famílias em extrema pobreza na capital paulista cresceu 10,3% entre janeiro e julho de 2022, passando de 619.869 para 684.295 famílias.
Na comparação entre janeiro de 2021 e julho de 2022, o crescimento da extrema pobreza atingiu 44%. As regiões mais afetadas continuam sendo M’Boi Mirim, Capela do Socorro e Cidade Ademar, todas na Zona Sul, enquanto Santana (Zona Norte), Santo Amaro (Zona Sul) e Pinheiros (Zona Oeste) são as que registram o menor número de famílias nessa situação.

## Distribuição de renda e justiça fiscal
O cálculo da carga tributária bruta considera tributos diretos (aqueles que incidem sobre a renda e o patrimônio) e por tributos indiretos (aqueles que incidem sobre o consumo). É sabido que a tributação indireta tem características regressivas, isto é, atinge proporcionalmente mais aqueles que têm menor renda, enquanto que a tributação direta tem efeitos mais progressivos, incidindo mais sobre os mais ricos.
O modelo de tributação no Brasil é considerado altamente regressivo e concentrador de renda, pois o peso dos tributos indiretos é muito maior do que o peso dos tributação diretos. Ademais, o grau de progressividade da tributação direta ainda é baixo no Brasil. Em 2008, os 10% mais pobres da população pagavam o equivalente a 32,8% da sua renda, enquanto os 10% mais ricos, pagavam 22,7%. Essa regressividade da estrutura tributária tende a perpetuar a concentração de renda, o que, segundo Marcio Pochmann, é inaceitável num país com acentuada desigualdade de renda, como o Brasil.
Um estudo do IPC-IG,que analisou dados de imposto de renda referentes ao período de 2007 a 2013, mostrou que os brasileiros "super-ricos" do topo da pirâmide social somam aproximadamente 71 mil pessoas (0,05% da população adulta), que ganharam, em média, 4,1 milhões de reais em 2013. De acordo com o levantamento, esses brasileiros pagam menos imposto, na proporção de sua renda, que um cidadão de classe média alta. Isso porque cerca de dois terços da renda dos super-ricos está isenta de qualquer incidência tributária, proporção superior a qualquer outra faixa de rendimento. Segundo os autores do estudo, "o resultado é que a alíquota efetiva média paga pelos super ricos chega a apenas 7%, enquanto a média nos estratos intermediários dos declarantes do imposto de renda chega a 12%".